# Direcció general de Cooperació Jurídica Internacional i Relacions amb les Confessions
La Direcció general de Cooperació Jurídica Internacional i Relacions amb les Confessions és un òrgan de gestió del Ministeri de Justícia que depèn orgànicament de la Secretaria d'Estat de Justícia. Correspon a la Direcció general de Cooperació Jurídica Internacional i Relacions amb les Confessions l'exercici de les funcions relatives a la cooperació jurídica internacional civil i penal, la gestió de la participació del Ministeri de Justícia en els organismes internacionals i de la Unió Europea així com les relacions amb les entitats religioses, tant a nivell intern com a internacional, assistint al Ministeri d'Afers Exteriors i de Cooperació quan sigui necessari.

## Funcions
D'acord amb el Reial decret 725/2017 que regula l'estructura del Ministeri de Justícia, a la Direcció general de Cooperació Jurídica Internacional i Relacions amb les Confessions li corresponen les següents funcions:
- L'estudi i tramitació dels expedients resultat de l'execució i aplicació dels convenis i tractats internacionals en matèria de extradicions, trasllat de persones condemnades, auxili judicial internacional civil i penal, substracció de menors, aliments, informació de dret estranger i assistència jurídica gratuïta, així com d'aquells altres tractats o convenis en l'aplicació dels quals o execució el Ministeri de Justícia assumeixi la condició d'autoritat central.
- L'assistència que hagi de prestar el Ministeri de Justícia al Ministeri d'Afers Exteriors i de Cooperació en l'elaboració o actualització de convenis i tractats internacionals referents a les matèries relacionades en el paràgraf anterior.
- Ostentar la condició d'autoritat espanyola encarregada de verificar l'autenticitat i estendre la fórmula executòria de les resolucions definitives emanades de la 'Oficina de Propietat Intel·lectual de la Unió Europea, per les quals es fixin les quanties de les despeses del procediment.
- Notificar a la Comissió Europea les resolucions d'autorització o denegació de transferències internacionals de dades dictades per l'Agència Espanyola de Protecció de Dades.
- Actuar com a autoritat d'informació a l'efecte del Reglament 655/2014 del Parlament Europeu i del Consell de 15 de maig de 2014 pel qual s'estableix el procediment relatiu a l'ordre europea de retenció de comptes a fi de simplificar el cobrament transfronterer de deutes en matèria civil i mercantil, conforme al previst en l'article 14.5.b), del citat Reglament.
- L'organització de la participació dels representants del Ministeri de Justícia en els organismes i programes internacionals, en relació amb les activitats i funcions pròpies del departament.
- L'organització de la participació dels representants del Ministeri de Justícia en els grups i comitès del Consell de Justícia i Afers d'Interior de la Unió Europea, en l'àmbit de les competències del Ministeri de Justícia.
- La coordinació de les unitats del Ministeri per a l'assistència al Ministeri d'Afers Exteriors i de Cooperació en els treballs dels òrgans subsidiaris, comitès i grups de treball de Nacions Unides, del Consell d'Europa i de l'OCDE, en l'àmbit de les competències del Ministeri de Justícia.
- La direcció i la gestió del Registre d'Entitats Religioses i la proposta de resolució dels recursos en via administrativa que s'exerceixin contra els actes derivats de l'exercici d'aquesta funció registral.
- Les relacions ordinàries amb les entitats religioses.
- L'elaboració de les propostes d'acords i convenis de cooperació amb les esglésies, confessions i comunitats religioses i, si escau, el seu seguiment.
- L'anàlisi, estudi, recerca, assistència tècnica, seguiment, vigilància, impuls i gestió econòmic-pressupostària dels crèdits assignats per al desenvolupament de la llibertat religiosa i de culte, en coordinació amb els òrgans competents dels altres departaments, així com la seva promoció en col·laboració amb les institucions i organitzacions interessades en ella.
- La promoció social, cívica i cultural de les entitats religioses, a través de la gestió d'ajudes, així com la coordinació i gestió de les iniciatives, fons i plans d'acció d'entitats públiques i privades dirigits a millorar la situació de les Esglésies, Confessions i Comunitats Religioses.
- Les relacions amb els organismes nacionals i departaments competents en la matèria, dedicats a l'estudi, promoció i defensa dels drets de llibertat religiosa i de culte, així com l'assessorament a les Administracions Públiques en la implementació de models de gestió ajustats al marc normatiu que regula el dret de llibertat religiosa en Espanya.
- Les relacions amb els organismes internacionals competents en matèria de llibertat religiosa, de creences i de culte i, més particularment, en l'aplicació i desenvolupament dels convenis o tractats internacionals referents a les esmentades llibertats.
- L'elaboració dels projectes normatius sobre les matèries pròpies de l'exercici dels drets de llibertat religiosa i de culte, en coordinació amb la Secretaria General Tècnica, i el coneixement i, si escau, informe de quants projectes normatius puguin afectar tals drets.
- Correspon així mateix a la Direcció general de Cooperació Jurídica Internacional i Relacions amb les Confessions la negociació i participació en projectes de cooperació al desenvolupament que afectin al sector justícia en col·laboració amb altres institucions de l'àmbit de la Justícia, així com la coordinació de la negociació i execució dels acords internacionals no normatius que afectin a aquest Departament.

## Estructura
D'aquesta Direcció general depenen els següents òrgans:
- Subdirecció general de Cooperació Jurídica Internacional.
- Subdirecció general per als Assumptes de Justícia en la Unió Europea i Organismes Internacionals.
- Subdirecció general de Relacions amb les Confessions.

## Directors generals
- Ana Gallego Torres (2018-)[3]
- Javier Herrera García-Canturri (2014-2018)
- Ángel José Llorente Fernández de la Reguera (2012-2014)
- María Aurora Mejía Errasquin (2010-2012)